# Strictly Business
Strictly Business – debiutancki album nowojorskiego rap-duetu EPMD, wydany w czerwcu 1988 roku. W 1998 roku został wybrany jako jeden ze 100 Najlepszych Rap-albumów magazynu The Source. W 2003 r. album został sklasyfikowany na 459. miejscu listy 500 albumów wszech czasów magazynu Rolling Stone.

## Lista utworów
| #  | Tytuł                   | Producent | Wykonawca                   |
| -- | ----------------------- | --------- | --------------------------- |
| 1  | "Strictly Business"     | EPMD      | Erick Sermon, Parrish Smith |
| 2  | "I'm Housin'"           | EPMD      | Erick Sermon, Parrish Smith |
| 3  | "Let the Funk Flow"     | EPMD      | Erick Sermon, Parrish Smith |
| 4  | "You Gots to Chill"     | EPMD      | Erick Sermon, Parrish Smith |
| 5  | "It's My Thing"         | EPMD      | Erick Sermon, Parrish Smith |
| 6  | "You're a Customer"     | EPMD      | Erick Sermon, Parrish Smith |
| 7  | "The Steve Martin"      | EPMD      | Erick Sermon, Parrish Smith |
| 8  | "Get Off the Bandwagon" | EPMD      | Erick Sermon, Parrish Smith |
| 9  | "D.J. K La Boss"        | EPMD      | Instrumental                |
| 10 | "Jane"                  | EPMD      | Erick Sermon, Parrish Smith |

## Sample
Strictly Business
- "Jungle Boogie" – Kool & the Gang
- "I Shot the Sheriff" – Eric Clapton
- "Long Red" – Mountain

I'm Housin'
- "Rock Steady" – Aretha Franklin
- "It's My Thing" – EPMD

Let the Funk Flow
- "Nobody Knows You (When You're Down and Out)" – Otis Redding
- "(It's Not the Express) It's the J.B.'s Monaurail" – The J.B.'s
- "Slow & Low" – Beastie Boys

You Gots To Chill
- "Jungle Boogie" – Kool & the Gang
- "More Bounce to the Ounce" – Zapp

It's My Thing
- "Different Strokes" – Syl Johnson
- "Seven Minutes of Funk" – Tyrone Thomas and the Whole Darn Family
- "It's My Thing" – Marva Whitney
- "Long Red" – Mountain
- "The Wall – Pink Floyd

You're a Customer
- "Jungle Boogie" – Kool & the Gang
- "Fly Like an Eagle" – Steve Miller Band

The Steve Martin
- "Let Me Come on Home" – Otis Redding
- "Pee-Wee's Dance" – Joeski Love

Get Off the Bandwagon
- "Fly Like an Eagle" – Steve Miller Band

D.J. K La Boss
- "The Mood" – Kashif
- "Take the Money and Run" – Steve Miller Band
- "Cuttin' It Up" – L.T.D.

Jane
- "Mary Jane" – Rick James
- "Papa Was Too (Live)" – Joe Tex

## Pozycje albumu na listach przebojów
| Rok  | Album             | Pozycja       | Pozycja                | Pozycja |
| Rok  | Album             | Billboard 200 | Top R&B/Hip Hop Albums |         |
| 1988 | Strictly Business | #80           | #1                     |         |

## Pozycje singli na listach przebojów
| Rok  | Utwór               | Pozycja           | Pozycja                          | Pozycja         |                                    |                           |
| Rok  | Utwór               | Billboard Hot 100 | Hot R&B/Hip-Hop Singles & Tracks | Hot Rap Singles | Hot Dance Music/Maxi-Singles Sales | Hot Dance Music/Club Play |
| 1988 | "Strictly Business" | -                 | #25                              | -               | #17                                | #19                       |
| 1988 | "You Gots to Chill" | -                 | #22                              | -               | #15                                | -                         |
| 1989 | "I'm Housin'"       | -                 | -                                | #28             | -                                  | -                         |